# Anatomía de un fracaso
Anatomía de un fracaso. La experiencia socialista chilena es un libro escrito por los periodistas Hernán Millas y Emilio Filippi. Fue editado en 1973 por la editorial Zig-Zag.

## Sinopsis
Anatomía de un fracaso fue publicado tras el Golpe de Estado en Chile de 1973. Narra un resumen de sucesos que llevaron al fracaso del gobierno de la Unidad Popular de Salvador Allende y al posterior golpe militar.